# Clayton Lewis
Clayton Rhys Lewis (* 12. Februar 1997 in Wellington) ist ein neuseeländischer Fußballspieler. Er ist auf dem Spielfeld im Mittelfeld beheimatet und führt diese Rolle dort in der Zentrale aus.

## Karriere

### Verein
Zur Saison 2018/19 wechselte er von der Jugend des Team Wellington in deren erste Mannschaft. Nach einer Spielzeit hier führte es ihn weiter zum Wanderers SC. Hiervon wechselte er dann wiederum zur Spielzeit 2015/16 zu Auckland City. Diese verließ er im Oktober 2017, wonach es ihn nach England verschlug, wo er nun für Scunthorpe United auflief. Zur Runde 2019/20 kehrte er von hier dann wieder zu Auckland City zurück, nachdem er in England kaum Spielzeit bekam. Seit Oktober 2020 steht er im Kader von Wellington Phoenix.

### Nationalmannschaft
Seinen ersten Einsatz im Dress der neuseeländischen A-Nationalmannschaft hatte er am 31. Mai 2015 bei einer 0:1-Freundschaftsspielniederlage gegen Südkorea, wo er nach der 54. Minute für Joel Stevens ausgewechselt wurde. Nach ein paar weiteren Freundschaftsspielen in den nächsten Jahren wurde er ab November 2016 dann auch in der Qualifikation für die Weltmeisterschaft 2018 eingesetzt. Hier schied seine Mannschaft schlussendlich am Interkontinentalen-Playoff gegen Peru aus. Dazwischen war er aber auch noch Teil der Mannschaft beim FIFA-Konföderationen-Pokal 2017 und kam hier zu zwei Einsätzen. Danach folgten nochmal zwei Freundschaftsspiele im Jahr 2018.
Anschließend wurde der für knapp vier Jahre nicht mehr eingesetzt. Sein Comeback hatte er Anfang 2022 in der in Katar ausgetragenen OFC-Qualifikation für die Weltmeisterschaft 2022, dort schaffte er es mit seinem Team erneut bis ins Interkontinental-Playoff, wo man diesmal nun jedoch Costa Rica mit 0:1 unterlag.